# إتحاد تيمور الشرقية للنقابة العمالية
اتحاد نقابات عمال تيمور الشرقية (East Timor Trade Union Confederation (TLTUC/KSTL)) هو النقابة الرئيسية في تيمور الشرقية. تأسست عام 2001 بدعم من الاتحاد الدولي لنقابات العمال ومنظمة العمل الدولية ونقابات العمال الأسترالية.

## روابط خارجية
- المركز الدولي لحقوق نقابات العمال.